# Vadarstövlar

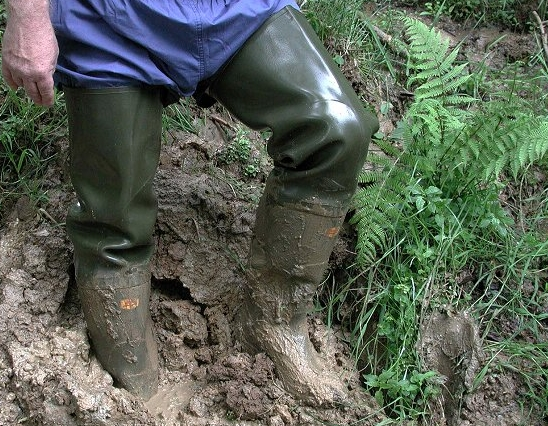
Vadarstövlar i gyttja.

Vadarstövlar är gummistövlar med extra långt skaft som räcker upp till övre delen av låret. De är avsedda för att vada i lårhögt vatten eller andra blöta förhållanden. Det långa skaftet är ofta tillverkad av textilförstärkt gummi eller neopren. 
Vadarstövlar var förr mycket vanliga vid fiske eller flottning av timmer eller andra förhållande där man vadade i vattendrag eller andra förhållanden där man riskerade att bli blöt.